# Complejo Histórico de la Gran Convención
El Complejo Histórico de la Gran Convención es una construcción colonial ubicada en Ocaña, Norte de Santander. Está constituido por el templo de San Francisco, el convento adyacente y la plazoleta de la Gran Convención. Su construcción comenzó en 1584 por la orden religiosa de los franciscanos. En el complejo tuvo lugar la Gran Convención de 1828, en el que se reunieron los partidarios de Simón Bolívar, el presidente interino Francisco de Paula Santander, y otros próceres de la independencia con el fin de reformar la constitución de 1821. 
El claustro actualmente alberga al Museo de la Gran Convención, la biblioteca “Luis Eduardo Páez Courvel" y las oficinas de la Academia de Historia de Ocaña. Fue declarado Monumento Nacional en septiembre de 1937.

## Reseña Histórica
Antiguamente la edificación estaba formada por el convento de los Franciscanos y el templo religioso. Inició hacia 1584 pero su construcción total terminó a mediados del siglo XVII. Los franciscanos usaron el convento para varias tareas como el adoctrinamiento de indígenas, la celebración de actos religiosas, la instrucción a jóvenes; especialmente dedicada a la gramática y retórica, o como sitio penitenciario.
A partir de 1849, con la creación de la Provincia de Ocaña y la puesta en marcha de las políticas liberales, el convento es suprimido y entregado a la municipalidad para la educación. Inicialmente, funcionaron en el claustro los primeros colegios públicos de Ocaña. En 1890 se establece en el claustro el Colegio para niñas de las Reverendas Hermanas de la Presentación Desde esa fecha el colegio siguió funcionando regularmente hasta que las hermanas se trasladaron a una sede más moderna en el año 1974. El templo por otro lado mantuvo su función religiosa, sirviendo esencialmente como sitio de culto.
Mediante la ley 10 de 1977 del Gobierno Nacional, se crea el Museo Histórico de la Gran Convención bajo la administración del Ministerio de obras públicas y transporte (actualmente la labor es asumida por el Ministerio de Cultura), y la Academia de Historia de Ocana. Se determina que el complejo y la plazoleta fuesen remodelados y que igualmente se recuperaran en lo más posible los objetos que hicieron parte de la antigua convención, así como la adaptación de sus instalaciones para cumplir con su nueva función. La Ley también determinó que en el complejo funcionaria la Academia de Ocaña y la Biblioteca Pública “Luis Eduardo Páez Courvel...